# 毛叶网脉唐松草
毛叶网脉唐松草（学名：Thalictrum reticulatum var. hirtellum）为毛茛科唐松草属下的一个变种。

## 扩展阅读
- 維基物種上的相關：毛叶网脉唐松草